# Hunyadi tér (Budapest, VI. kerület)
A Hunyadi tér Budapest VI. kerületének, a Terézvárosnak  egyik köztere. Nevét 1879-ben kapta. 

## Fekvése
A Csengery utca 36. és 48., a VI. Vörösmarty utca 24/b, 26-28., valamint a Szófia utca 10-12. és 14. között terül el. A Vörösmarty utca metróállomás közelében található.

## Fontosabb épületei
- Hunyadi téri vásárcsarnok (Hunyadi tér 4-5.)
- Pesti Barnabás Technikum és Szakképző Iskola
- Hunyadi téri zsinagóga

## Képgaléria

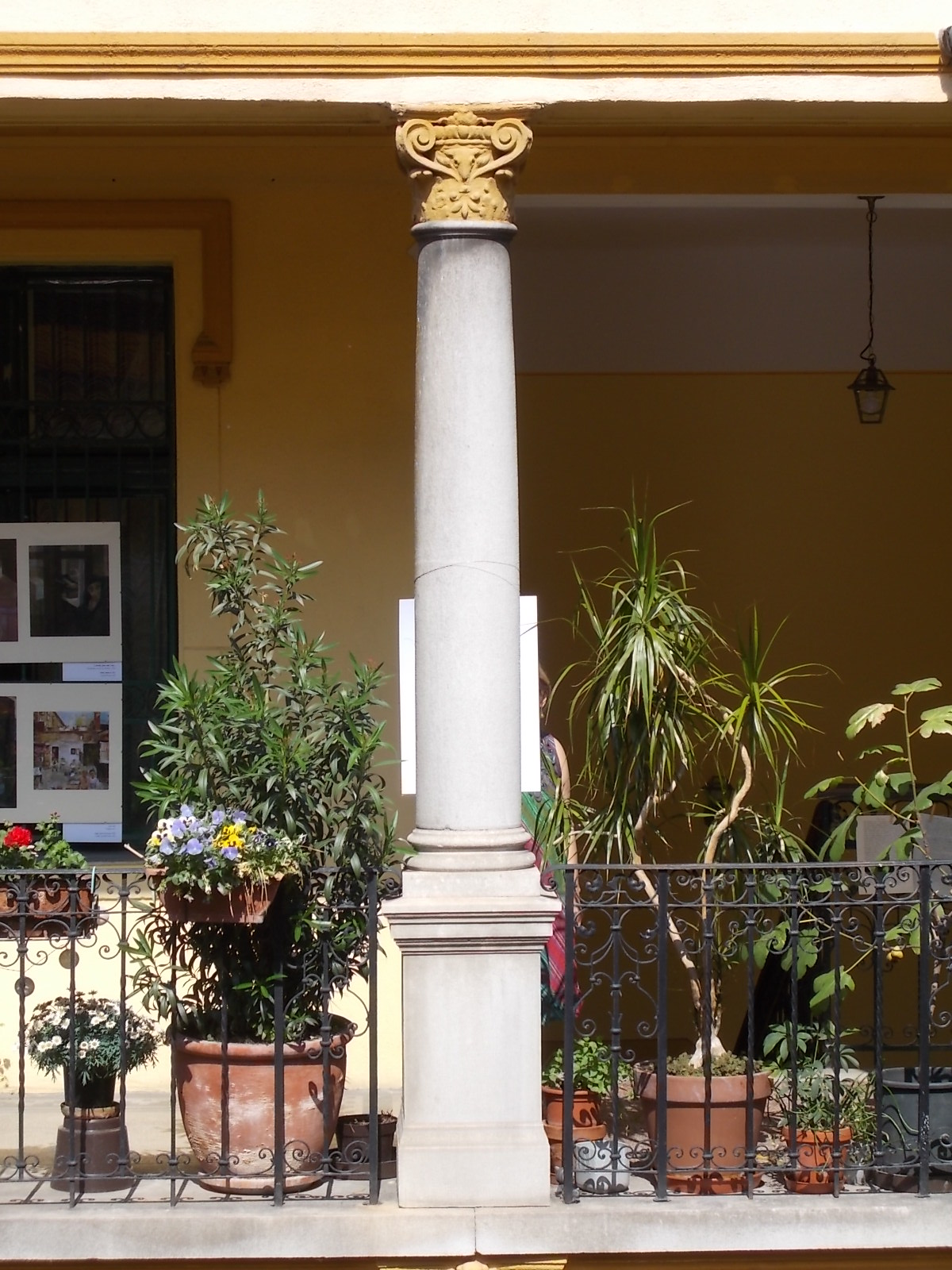
A Hunyadi tér 3.
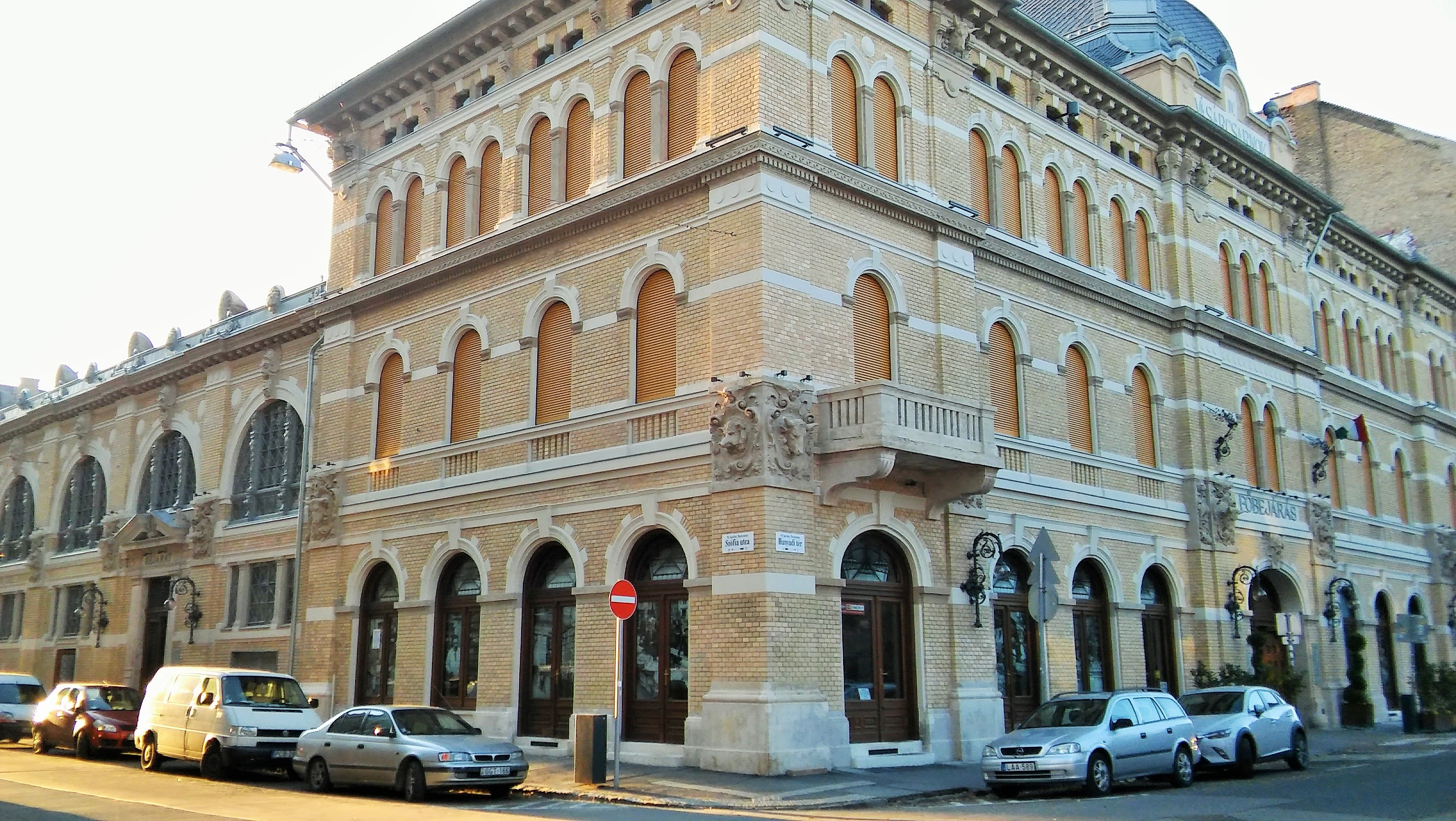
A Hunyadi téri vásárcsarnok
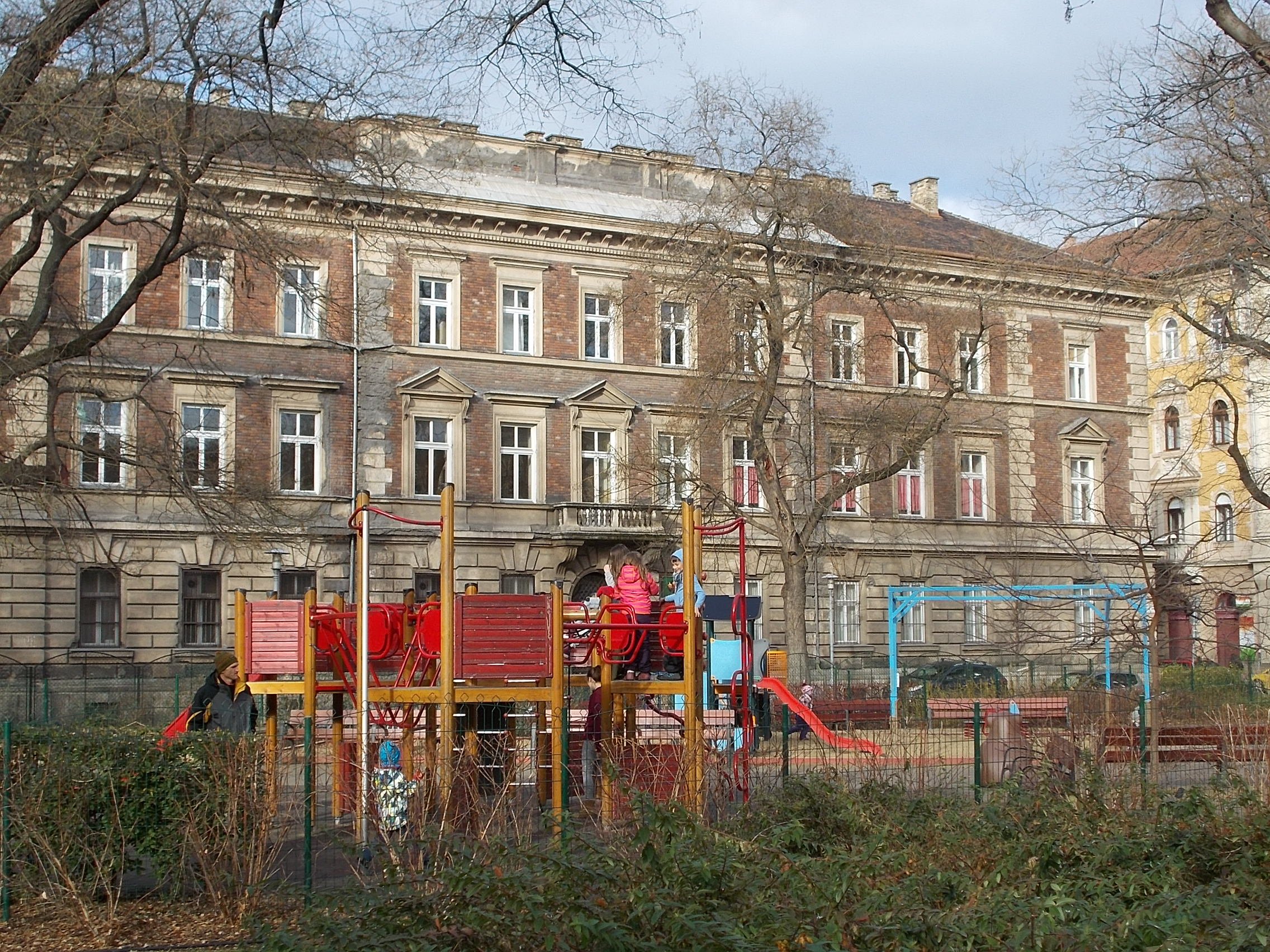
A Pesti Barnabás Technikum és Szakképző Iskola, az előtérben a játszótér